# Cupio dissolvi
La locuzione latina cupio dissolvi (letteralmente, "(io) desidero dissolvermi, essere dissolto"), che nel suo uso sostantivato significa "desiderio d'essere dissolto", deriva da una frase biblica scritta in greco da Paolo di Tarso nella Lettera ai Filippesi, 1, 23-24 e latinizzata da San Girolamo nella Vulgata:
| Novum Testamentum Graece | Vulgata Clementina | Bibbia CEI |
| --- | --- | --- |
| 23 συνέχομαι δὲ ἐκ τῶν δύο, τὴν ἐπιθυμίαν ἔχων εἰς τὸ ἀναλῦσαι καὶ σὺν Χριστῷ εἶναι, πολλῷ [γὰρ] μᾶλλον κρεῖσσον· 24 τὸ δὲ ἐπιμένειν [ἐν] τῇ σαρκὶ ἀναγκαιότερον δι’ ὑμᾶς. | 23 Coarctor autem e duobus: desiderium habens dissolvi, et esse cum Christo, multo magis melius: 24 permanere autem in carne, necessarium propter vos. | 23 Sono messo alle strette infatti tra queste due cose: da una parte il desiderio di essere sciolto dal corpo per essere con Cristo, il che sarebbe assai meglio; 24 d'altra parte, è più necessario per voi che io rimanga nella carne. |

L'espressione cupio dissolvi, frequentemente riportata dalla Patristica latina, ha preso il sopravvento sulla variante desiderium habens dissolvi, perché probabilmente risalente a traduzioni latine anteriori alla Vulgata.
Tertulliano nel De patientia (200-212 circa) cita Paolo con le seguenti parole:
(Tertulliano, De patientia, 9, 5)
Nella lezione del Codex Vaticanus Ottobonianus Latinus 25 del XIV secolo, il riferimento, dopo il verbo reggente, riprende il testo paolino della Vulgata e diventa: «Cupio dissolvi et esse cum Christo, dicit apostolus».
Col tempo la frase ha assunto un significato ascetico di annullamento mistico in Cristo e, nell'uso profano, ha preso anche il senso di "desiderio di annientarsi, di autodistruggersi".